# 相賀徹夫
相賀 徹夫（おうが[おおが] てつお、1925年6月15日 - 2008年12月21日）は、日本の実業家。小学館第2代社長、株式会社集英社初代会長、日本書籍出版協会理事長、日本雑誌協会理事長。昭和から平成までの54年間にわたって社長（1938年 - 1992年）を歴任した小学館中興の祖。

## 来歴・人物
小学館の初代社長相賀武夫とその妻ナヲの長男として東京に生まれる。1938年、父の死去に伴い13歳で社長職を継いだ。
成蹊小学校、旧制成蹊高等学校（文科甲類）卒業後、東京帝国大学文学部宗教学科で和辻哲郎に師事。在学中、1945年に小学館を株式会社へ改組。1947年に大学を中退して家業に専念する。同年、焼跡の紙芝居に感動したことがきっかけで、山川惣治の「少年王者」を休眠中の子会社だった集英社から出版させたところ、記録的なベストセラーとなる。これを機に集英社は事業を再開した。1950年代から1990年代前半まで小学館から発行された書籍（雑誌は除く）の発行者に相賀の名前が記されている。
1963年に「女性セブン」、1969年に「週刊ポスト」を創刊し、1970年に私費を投じ祥伝社を設立。また、日本教育テレビ（現・テレビ朝日）の取締役も務めた。
長らく小学館の総帥として日本の児童書出版業界に従事していたが小学館の創業70周年を迎えた1992年5月、長男の相賀昌宏に社長の職を譲り取締役相談役に退いた。1993年から相談役。2008年12月21日、83歳で死去。

## 親族
長男・相賀昌宏
長女・真理子(1952年生)
二男・彰(1954年生)
次女・祥子(1957年生)